# Евразийский экономический форум молодёжи
Евразийский экономический форум молодёжи (дата основания — 27 ноября 2000 год) — это международное молодёжное движение, инициативное объединение интеллектуальной молодёжи разных стран под эгидой ряда российских университетов (УрГЭУ, МГИМО, РУДН, Федеральные университеты РФ).

## Целевая аудитория ЕЭФМ
Среди участников форума: школьники с 1 по 11 классы, студенты всех форм обучения, молодые специалисты (сотрудники предприятий, предприниматели, представители органов власти), молодые ученые (аспиранты, магистранты, доктора наук).
В числе экспертов Евразийского экономического форума молодёжи — более 300 известных бизнесменов, учёных и политиков.

## Структура
В структуре Евразийского экономического форума молодёжи четыре конгресса: молодых экономистов, молодых инноваторов, гражданских инициатив, фестиваль интеллектуальной молодёжи «Youth Global Mind».

## I Евразийский экономический форум молодёжи
В 2009—2010 годах гг. состоялся «Первый Евразийский экономический форум молодёжи, ключевой темой которого стал  „Диалог цивилизаций“». Церемония финальных мероприятий форума прошла на площади при Уральском государственном экономическом университете 27-29 июня 2010 года.
В рамках конгрессных мероприятий прошли защиты молодёжных диссертаций, панельные сессии «Модели посткризисного развития стран», «Лидерство. Ответственность. Эффективность», конкурс мультимедиа-проектов, конкурс по развитию монопрофильных городов «Город моей мечты», фестиваль национальных видов борьбы «Куреш». Финальным шоу стал бал дружбы, где свои номера представили творческие коллективы разных стран, апофеозом вечера стало выступление вокальной группы «Сопрано» под руководство Михаила Турецкого.

## II Евразийский экономический форум молодёжи
В 2010-2011 гг. прошёл Второй Евразийский экономический форум молодёжи. Тема форума звучала так «Путь на Север». На первом Форуме уже определилась основная архитектура и тенденции развития ЕЭФМ как цикличной ежегодной программы, включающей в себя комплекс научных и прикладных конкурсов, масштабных конгрессных мероприятий и насыщенной культурной составляющей.
В 2011 г. прошёл II Евразийский экономический форум молодёжи „Диалог цивилизаций: путь на Север“, посвященный актуальным вопросам социально-экономического освоения и развития северных территорий в условиях сокращения континентальной ресурсной базы. Стартовым мероприятием в рамках форума стал фестиваль «Северный мост», собравший в Екатеринбурге представителей всех северных регионов России и стран Арктического пояса.

## III Евразийский экономический форум молодёжи
В 2012 г. прошёл III Евразийский экономический форум молодёжи «Диалог цивилизаций. Путь навстречу». Церемония открытия финальных мероприятий форума собрала в стенах УрГЭУ около 3000 молодых людей из 30 стран мира и 40 регионов России. В финале IV ЕЭФМ прошли более 50 научно-практических сессий, защит молодёжных проектов, стартапов, флешмобов. Особое внимание гостей привлекла выставочная экспозиция «Сегодня студент — завтра EXPOнент!», приуроченная к продвижению заявочной кампании на право проведения выставки «Экспо-2020» в Екатеринбурге.

## IV Евразийский экономический форум молодёжи
В 2013 г. прошёл IV Евразийский экономический форум молодёжи «Диалог цивилизаций: Youth Global Mind» Официальная церемония открытия финальных мероприятий  прошла с 16 по 19 мая 2013 г. на базе Уральского государственного экономического университета. За прошедшие годы завоевал весомый авторитет в международном сообществе и стал признанной площадкой для карьерного и личностного роста талантливой и интеллектуальной молодёжи. В финальных мероприятиях форума подтвердили участие около 2000 человек из более чем 65 регионов РФ, а также 60 экспертов из 35 стран.

## V Евразийский экономический форум молодёжи
В 2014 г. прошёл V Евразийский экономический форум молодёжи «Диалог цивилизации: „Зеленая экономика“». Официальная церемония открытия финальных мероприятий форума прошла с 21 по 25 апреля 2014 г. на базе Уральского государственного экономического университета. В его рамках также состоялся I Молодёжный форум Организации Договора о коллективной безопасности (ОДКБ). В Екатеринбург съехались около 3 тысяч участников из 60 стран мира и 65 регионов Российской Федерации.
За пять дней на форуме прошло четыре крупных молодёжных конгресса (экономистов, финансистов, инноваторов и гражданских инициатив). Также состоялись работы в 14 школах по различным тематикам и была организована специальная программа для школьников. Специальными гостями V ЕЭФМ стали шесть Чрезвычайных и Полномочных послов в РФ, представляющих Бенин, Габон, Эквадор, Гватемалу, Уругвай и Мексику. Кроме того, в рамках ЕЭФМ состоялись Бал дружбы и Международный турнир по борьбе на поясах  „Кубок Евразии 2014“, победителем которого стал москвич Ильдар Билялетдинов.
Одним из основных событий форума стал приезд генерального секретаря ОДКБ Николая Бордюжи для создания Университетской Лиги ОДКБ и Института продовольственной безопасности на базе УрГЭУ. Подписание учредительных документов состоялось в резиденции Губернатора Свердловской области. Меморандум подписали 25 учебных заведений и организаций из России, Казахстана, Кыргызстана, Таджикистана, Армении, Белоруссии. Президентом Лиги единогласно избран ректор УрГЭУ — Михаил Федоров, а исполнительным директором - координатор Аналитической Ассоциации ОДКБ Игорь Панарин.

## VI Евразийский экономический форум молодёжи
С октября 2014 г. по апрель 2015 года проходил VI Евразийский экономический форум молодёжи „Диалог цивилизации: мир без войны“, посвященный 70-ю победы в Великой Отечественной войне. Финальные мероприятия состоялись в Екатеринбурге 27-30 апреля 2015 года. В дни форума проходили конгрессы молодых экономистов, финансистов, инноваторов и общественной дипломатии, кроме того, состоялись защиты работ финалистов в научно-исследовательской, инновационной, предпринимательской и творческой сферах.

## Интересные факты
- Впервые форум рассматривается не как однодневное мероприятие, а процесс, постоянно действующая площадка интеллектуальной молодёжи разных стран мира для обсуждения глобальных вопросов;
- В 2010 году Первый Евразийский экономический форум молодёжи собрал на Урале, на границе Европы и Азии, участников из 48 стран.
- Впервые в программу Астанинского экономического форума была включена молодёжная секция, куда делегация из 200 человек на специальном поезде (Евразийском молодёжном экспрессе) прибыла из Екатеринбурга;
- Самым молодым участником форума (8 лет) стала ученица 1 б класса лицея № 110 г. Екатеринбурга Алена Бобровская (Россия), а самым старшим (80 лет) — лауреат Нобелевской премии по экономике 2005 года «За расширение понимания проблем конфликта и кооперации с помощью анализа в рамках теории игр», профессор Исраэль Роберт Джон Ауманн (США).
- Нововведением Евразийского экономического форума молодёжи стало вручение Молодёжной премии Астанинского клуба лауреатов Нобелевской премии в размере 1 миллиона рублей обладателю лучшей работы в области экономики. Данная премия будет вручаться ежегодно, начиная с 2012 г.